# Rhopalomyia medusa
Rhopalomyia medusa är en tvåvingeart som beskrevs av Gagne 1983. Rhopalomyia medusa ingår i släktet Rhopalomyia och familjen gallmyggor. Inga underarter finns listade i Catalogue of Life.